# عرب الملک
عرب الملک یک منطقهٔ مسکونی در سوریه است که در منطقه جبله واقع شده‌است. عرب الملک ۳٬۵۸۰ نفر جمعیت دارد.